# Forza della Destra
Forza della Destra (in romeno Forța Dreptei, FD) è un partito politico romeno di centro-destra, fondato nel 2021 da Ludovic Orban al fianco di altri parlamentari dissidenti del Partito Nazionale Liberale.

## Storia
Il 25 settembre 2021 il presidente uscente del Partito Nazionale Liberale (PNL), Ludovic Orban, perse le elezioni interne per la scelta del nuovo leader del partito, posizione per la quale il congresso nominò Florin Cîțu. In seguito alla sconfitta criticò tanto il suo successore, quanto il presidente della Romania Klaus Iohannis, accusandoli della distruzione dell'identità del partito. Il 3 ottobre Orban dichiarò di essere sul punto di costituire una nuova formazione politica che avrebbe raccolto l'eredità ideologica del PNL, in contrapposizione alla nuova leadership.
In segno di protesta contro la dirigenza, tra la fine di ottobre e l'inizio di novembre affiancarono Orban altri quattordici membri di camera dei deputati e senato, che si ritirarono dal gruppo parlamentare del PNL, pur mantenedone l'affiliazione politica. I vertici del partito, però, ne chiesero l'espulsione, incolpandoli della rottura dell'unità del movimento. Il 12 novembre 2021, su proposta del segretario generale del PNL Dan Vîlceanu, l'Ufficio esecutivo nazionale del PNL deliberò l'espulsione di Orban, il quale ribadì la propria intenzione di fondare un nuovo partito. Questi non attese la convalida della decisione da parte del consiglio nazionale e lasciò il PNL il successivo 22 novembre. Congedandosi dal partito affermò che avrebbe continuato a rappresentare i rumeni che credevano nei valori liberali, cristiano-democratici e conservatori. Nella stessa giornata, la scelta della direzione di appoggiare la nascita di un governo di coalizione con il Partito Social Democratico fu causa delle dimissioni dal PNL anche di tutti gli altri sedici esponenti che avevano abbandonato il gruppo parlamentare fino a quel momento. Il 27 novembre li seguì l'intera organizzazione giovanile del PNL del Settore 3 di Bucarest.
In un primo momento Orban avanzò quale nome per la nuova formazione quello di "Forza Liberale" (Forța Liberală), salvo poi annunciare il successivo 14 dicembre la denominazione ufficiale di "Forza della Destra". Il nome riprendeva quello del documento programmatico presentato per la propria elezione al congresso del PNL del precedente 25 settembre. Anche in questa fase Orban ribadì l'adesione ai canoni ideologici del liberalismo, del conservatorismo e del cristianesimo democratico. Dal punto di vista dottrinario il suo fondatore lo paragonò al Partito Repubblicano (Stati Uniti d'America), al Partito Conservatore (Regno Unito) e all'Unione per un Movimento Popolare.
Il 31 gennaio 2022 il presidente del partito rese noto che i deputati di FD avrebbero costituito un proprio gruppo parlamentare, guidato da Violeta Alexandru.
Il 18 dicembre 2023 fu ufficializzata la nascita di una coalizione tra Forza della Destra, Unione Salvate la Romania e Partito del Movimento Popolare, che avrebbero concorso alle europee sotto la sigla Alleanza Destra Unita (ADU).
Il 20 aprile 2024 si tenne il primo congresso del partito, che convalidò la presidenza di Ludovic Orban con 1.203 voti.
La coalizione conseguì risultati sotto le aspettative tanto alle elezioni locali quanto alle elezioni europee. Il 6 settembre 2024 l'USR comunicò di aver ritenuto "irragionevoli" le richieste di PMP e FD per proseguire la collaborazione e che avrebbe concorso individualmente alle elezioni parlamentari. PMP e Forza della Destra quindi scelsero di concorrere in alleanza con altri partiti minori (Partito Alternativa Giusta e Partito Nazionale Contadino Maniu Mihalache), sotto la denominazione comune di "Forza della Destra". Ludovic Orban fu il candidato della nuova coalizione alle elezioni presidenziali. Il 18 novembre, tuttavia, nel corso della campagna elettorale questi rinunciò alla candidatura decidendo di sostenere quella del presidente dell'USR Elena Lasconi. Allo scrutinio del 1º dicembre 2024 FD conseguì il 2% dei voti, finendo sotto la soglia di sbarramento.

## Risultati elettorali
| Elezione          |              | Voti    | %    | Seggi   |
| ----------------- | ------------ | ------- | ---- | ------- |
| Europee 2024      | Europee 2024 | 778.901 | 8,71 | 0 / 33  |
| Parlamentari 2024 | Camera       | 189.678 | 2,05 | 0 / 331 |
| Parlamentari 2024 | Senato       | 173.703 | 1,88 | 0 / 134 |
| 1.                |              |         |      |         |